# 田久保夏鈴
田久保 夏鈴（たくぼ かりん、1997年8月5日 - ）は、日本のモデル。
千葉県出身。高校は佐賀東高校。Beaile所属。

## 来歴
自身で投稿していたSNSにおいて、同世代から支持を受け人気になる。ファッションブランド「pinue（ピヌエ）」におけるプロデューサー。Instagramのフォロワー25万人。
2023年8月11日、高校の同級生との結婚を報告。
2025年5月3日、自身のSNSを通じて第1子妊娠を発表した。

## 人物
運動神経も抜群であり、特に球技では野球を4年、ソフトボールも2年ほど経験した。

## 出演

### ドラマ
- 八月は夜のバッティングセンターで。（2021年7月 - 9月、テレビ東京）

### 雑誌
- mer（2018年4月 - 、学研プラス(旧・学研パブリッシング)）[4][5]
- ar（2018年4月 - 、主婦と生活社）
- LARME DOLLs（2018年6月 - 、徳間書店）
- non-no（2021年1月 - 、集英社）
- JELLY（2021年2月- 、文友舎）

### 広告
- レイカズン[6] - webモデル（2018年7月）
- 洋服の青山『フレッシャーズ 友達篇』 - テレビCM（2019年2月）
- 株式会社クリーフル カラーコンタクトレンズ『Juicy Drop（ジューシードロップ）』[7] - イメージモデル（2019年4月）
- Darlingbaby[8] webモデル（2020年3月）
- OLIVE des OLIVE - webモデル
- NICE CLAUP - webモデル
- DaTuRa ZOZOモデル
- 花王アクアリッチ Webムービー（2021年3月）